# Статистичка механика
Статистичка механика (често називана статистичка физика), је област физике, која се бави проучавањем физичких система сачињених од великог броја честица (реда величине Авогадровог броја). Статистичка физика описује мерљиве макроскопске физичке величине на основу особина, понашања и узајамног дејства микрочестица тог система. За овакво проучавање, статистичка механика користи методе теорије вероватноће и статистике. Она је неопходна за фундаментална изучавања физичких система који имају велик број степена слободе. Овај присту је базиран на статистичким методама, теорији вероватноће и макроскопским физичким законима.
Статистичка механика се може користити за објашњавање термодинамичког понашања великих система. Ова грана статистичке механике, која третира и проширује статистичку термодинамику, је позната као статистичка термодинамика или равнотежна статистичка механика.

## Развој статистичке механике
Статистичка механика је настала као покушај да се термодинамичке особине система објасне преко микрочестица које чине тај систем. Као први од значајних радова везаних за статистичку физику, појавио се рад Рудолфа Клаузијуса 1857. године из молекуларне теорије гасова у коме је показао да је топлота заправо кинетичка енергија хаотичног кретања молекула. Ослањајући се на његове радове, Џејмс Максвел је 1859. дошао до функције расподеле молекула гаса по брзинама. Посебан допринос даљем развоју статистичке механике крајем 19. века дали су Болцман, који је ослањајући се на интуитивно записану кинетичку једначину, 1872. године извео H-heat теорему уз помоћ које је дао статистичко објашњење другог закона термодинамике и Гибсу који је оваквом тумачењу термодинамике кинетичком теоријом дао назив “статистичка механика” како се ова област и данас зове. Радовима Гибса, статистичка механика добија фундаменталне основе, чиме је омогућено да се она примени на све системе који се састоје од честица, а не као до тада само на гасове.
Бозе и Ајнштајн примењују методе статистичке механике на фотоне као квантне честице, док Ферми и Дирак дају статистику којом се описују електрони као честице. Развојем квантне механике као посебне области физике, Џон фон Нојман формулише квантно механичку генерализацију статистичке механике чиме утемељењује квантну статистичку механику. Развојем нуклеарне физике, физике плазме и физичке електронике добијени су и значајни практични резултати. Радом у овим пољима Николај Богољубов показује (1946) како се користећи принцип инверзије времена полазећи од једначина које описују стања појединих честица може добити Болцманова кинетичка једначина екзактним путем, чиме су постали јасни услови при којима важе до тада познате кинетичке једначине. Богољубов класификује интерналну структуру статистичке механике.

### Хронологија важнијих открића
- 1857. Клаузијус – објављује рад из математичке кинетичке теорије
- 1859.	Џејмс Максвел - функција расподеле молекула гаса по брзинама
- 1872.	Болцман – топлотна теорема (тврђење да се код изолованих система ентропија не може смањивати)
- 1873.	Ван дер Валс – теорија прелаза течног у гасовито агрегатно стање
- 1877.	Болцман - статистички третман Другог закона термодинамике
- 1884.	Гибс – термин “статистичка механика”
- 1893.	Вилхелм Вин – Винов закон
- 1900.	Макс Планк – зрачење апсолутно црног тела (Планкова константа)
- 1902.	Гибс – рад
- 1906. Валтер Нерст – формулише своју Топлотну (Х) теорему
- 1924.	Бозе и Ајнштајн - Бозе-Ајнштајнова статистика (Бозони)
- 1926.	Ферми и Дирак - Ферми-Диракова статистика (Фермиони)
- 1931.	Џ. Биркоф - формулише Ергодичку теорему
- 1937.	Л. Ландау – Кинетичка једначина за систем наелектрисаних честица
- 1946.	Н. Богољубов – извео општи метод за добијање кинетичке једначине за класичне системе, метод базиран на такозваном BBGKY ланцу једначина.
- 1947.	Богољубов и Гуров - кинетичке једначине за квантне системе, користећи се квантном верзијом BBGKY ланца једначина
- 1975. Јури Климонтович – кинетичка теорија електромагнетних процеса
- 1995.	Климонтович – систематски приказ статистичке теорије отворених система[5]

## Принципи: механика и ансамбли
У физици се обично испитују две врсте механике: класична механика и квантна механика. За обе врсте механике, стандардни математички приступ је разматрање два концепта:
- Комплетно стање механичког система у датом тренутку, математички кодирано као фазна тачка (класична механика) или чисти квантни вектор стања (квантна механика).
- Једначина кретања која преноси стање напред у времену: Хамилтонове једначине (класична механика) или Шредингерова једначина (квантна механика)

Користећи ова два концепта, у принципу се може израчунати стање у било ком другом времену, прошлом или будућем. Међутим, постоји неповезаност између ових закона и свакодневних животних искустава, јер се не сматра потребним (чак ни теоретски могућим) да се тачно зна на микроскопском нивоу истовремено положај и брзине сваког молекула док се одвијају процеси на људском нивоу (на пример при извођењу хемијске реакције). Статистичка механика попуњава ову неповезаност између закона механике и практичног искуства непотпуног знања, додајући извесну несигурност о томе у ком се стању систем налази.
Док обична механика разматра само понашање једног стања, статистичка механика уводи статистички ансамбл, који представља велику колекцију виртуелних, независних копија система у различитим стањима. Статистички ансамбл је расподела вероватноће преко свих могућих стања система. У класичној статистичкој механици, ансамбл је дистрибуција вероватноће преко фазних тачака (за разлику од једне фазне тачке у обичној механици), обично представљена као расподела у фазном простору са канонским координатним оса. У квантној статистичкој механици, ансамбл је дистрибуција вероватноће преко чистих стања,  и може се компактно сажети као матрица густине.
Као што је уобичајено за вероватноће, ансамбл се може тумачити на различите начине:
- ансамбл се може узети да представља различита могућа стања у којима би један систем могао бити (епистемичка вероватноћа, облик знања), или
- чланови ансамбла се могу разумети као стања система у експериментима поновљеним на независним системима који су припремљени на сличан, али несавршено контролисан начин (емпиријска вероватноћа), у границама бесконачног броја покушаја.

Ова два значења су еквивалентна за многе сврхе и у овом чланку ће се користити наизменично.
Једна посебна класа ансамбала су они ансамбли који се не развијају током времена. Ови ансамбли су познати као ансамбли равнотеже, а њихово стање је познато као статистичка равнотежа. Статистичка равнотежа настаје ако, за свако стање у ансамблу, ансамбл такође садржи сва своја будућа и прошла стања са вероватноћама једнаким вероватноћи да буду у том стању. У фокусу је проучавање равнотежних ансамбала изолованих система. статистичке термодинамике. Неравнотежна статистичка механика бави се општијим случајем ансамбала који се мењају током времена и/или ансамбала неизолованих система.

## Подела статистичке механике
- класична статистичка механика
- квантна статистичка механика

## Области примене
Статистичка физика се примењује у областима које се баве проучавањем гасова, течности, метала, полупроводника, плазме, електромагнетног-зрачења и разним системима са великим бројем чинилаца. Микрочестице које сачињавају систем могу бити молекули, атоми, јони, електрони (фермиони), фотони (бозони), фонони или неке макроскопске величине којих има велик број.
Статистичка физика има велику примену у другим областима због тога што се преко ње процеси који описују систем могу представити процесима који описују делове тог система.
Примењује се у другим областима физике (термодинамика, атомска физика, нуклеарна физика), у електроници (физичка електроника, микроелектроника, оптоелектроника), у хемији, биологији, медицини.